# يانغي قلعة شهرك (بدرانلو)
يانغي قلعة شهرك (بالفارسية: ینگی قلعه شهرک) هي مستوطنة تقع في إيران في قسم بدرانلو الريفي. يقدر عدد سكانها بـ 131 نسمة .